# Joaquim Filba
Filba  Pascual est un nom espagnol. Le premier nom de famille, en général paternel, est Filba ; le second, en général maternel, souvent omis, est Pascual.
Joaquim Filba Pascual, né le 1er janvier 1923 à Sant Antoni de Vilamajor et mort le 15 août 2012 dans la même commune, est un coureur cycliste espagnol.

## Biographie
Joaquim Filba naît le 1er janvier 1923 à Sant Antoni de Vilamajor d'une famille de trois frères. Petit gabarit, il commence le cyclisme après la fin de la Guerre civile espagnole. En 1942, il se révèle à vingt ans en réalisant deux podiums d'étape sur le Tour de Catalogne, pour sa première participation. En 1947, il participe à son premier Tour d'Espagne, où il abandonne. En 1949, il remporte le championnat de Barcelone et le Tour du Levant. Également actif en cyclo-cross, il est vice-champion d'Espagne en 1948 et 1953, et cinquième du championnat du monde en 1953. Il termine sa carrière professionnelle en 1955, après avoir participé une seconde fois au Tour d'Espagne.
Après sa carrière, il exerce la profession de menuisier, tout en participant à quelques courses chez les vétérans. Il décède le 15 août 2012 dans sa ville natale.

## Palmarès sur route

### Par année
- 1946
  - 2e du championnat d'Espagne indépendants
- 1948
  - Circuito Ribera del Jalón
  - 3e de la Subida a Arrate
- 1949
  - Tour du Levant :
    - Classement général
    - 1re, 2e, 4eb et 5e étapes

  - Championnat de Barcelone
- 1950
  - 3eb et 4eb étapes du Grand Prix de Catalogne
  - 2e du Trofeo Jaumendreu

### Résultats sur le Tour d'Espagne
2 participations
- 1947 : abandon (9e étape[2])
- 1955 : 45e

## Palmarès en cyclo-cross
- 1947-1948
  - 3e du championnat d'Espagne de cyclo-cross
- 1952-1953
  - 2e du championnat d'Espagne de cyclo-cross
  - 5e du championnat du monde de cyclo-cross